# Roman Abramovitsj
Roman Arkadjevitsj Abramovitsj (Russisch: Роман Аркадьевич Абрамович) (Saratov (RSFSR, USSR), 24 oktober 1966) is een Russisch-Israëlisch-Portugees olie-miljardair, die als een van de Russische oligarchen bekendstaat. Buiten Rusland is hij vooral bekend als ex-eigenaar van de Engelse Premier League-voetbalclub Chelsea en binnen Rusland is hij bekend als mede-eigenaar van de Russische Premjer-Liga-voetbalclub CSKA Moskou. Hij is ook bekend door zijn exorbitante levensstijl.
Hij verving na de Yukos-rechtszaak Michail Chodorkovski als de rijkste man van Rusland en stond in 2008 in Forbes genoteerd als 15e van de wereld met een geschat vermogen van 23,5 miljard dollar. In 2019 werd zijn vermogen door Forbes geschat op 12,8 miljard dollar, hij stond daarmee op de 107e plaats wereldwijd en op de 10e plaats van Russische miljardairs.
In 2021 verkreeg hij de Portugese nationaliteit met een beroep op Portugese voorouders in zijn stamboom en steun aan de Joodse gemeenschap in de Portugese stad Porto.

## Jeugd
Abramovitsj verloor zijn moeder toen hij achttien maanden oud was. Zijn vader kwam later bij een bouwongeval om het leven, Abramovitsj was toen vier jaar oud. Hij werd geadopteerd door zijn oom van vaders zijde en opgevoed door zijn Joodse familie in het ruwe milieu van de autonome republiek Komi in Noordwest-Rusland. Hij studeerde aan het industrieel instituut van Oechta, waarna hij in 1987 dienstdeed bij de landmacht van de Sovjet-Unie.

## Sibneftperiode
Bij de privatisering van de staatsbedrijven van de voormalige Sovjet-Unie in 1995 kreeg Abramovitsj samen met Boris Berezovski een meerderheidsbelang in Sibneft, de derde oliemaatschappij van Rusland, gevestigd in Omsk. Deze aankoop wordt algemeen als oneerlijk gezien vanwege het lage bedrag dat ervoor betaald werd: door middel van drie staatsveilingen verkocht de overheid haar belang van 51 procent van de aandelen voor ongeveer 200 miljoen dollar, terwijl de geschatte waarde vele malen hoger was. Berezovski verkocht zijn aandelen in 2000 aan Abramovitsj toen hij vanwege zijn politieke aspiraties plotseling te maken kreeg met aanklachten door de Russische staat en het land ontvluchtte. Later liet hij Abramovitsj aanklagen omdat hij destijds een te laag bedrag voor zijn aandelenpakket had gekregen.
Abramovitsj maakte er in het verleden geen geheim van dat hij graag zijn aandeel in Sibneft wilde verkopen om hierdoor zijn geld Rusland uit te krijgen en in zijn geliefde Verenigd Koninkrijk te gaan wonen, al was het alleen maar omdat hij vreesde dat hij na Chodorkovski zelf aan de beurt zou zijn.
In september 2005 verkocht hij, via zijn holding Millhouse Capital, 72,7 procent van Sibneft voor 13,01 miljard dollar aan Gazprom. Dit was de grootste transactie in de Russische geschiedenis en de overheid sloot hiervoor met 12 miljard dollar tevens de grootste lening af in de Russische geschiedenis. Eerder verkocht Abramovitsj al zijn aandelen in Aeroflot, RusPromAvto (Ruslands grootste autobedrijf), RUSAL (Ruslands grootste aluminiumproducent, een na grootste van de wereld) en nog een aantal andere bedrijven. Abramovitsj is naar eigen zeggen overigens niet van plan om Rusland de rug toe te keren. Hij heeft er nog diverse andere investeringen, een aantal liefdadigheidsinstellingen. In 2006 kocht hij een belang van 40 procent in het Russische staalbedrijf Evrazgroep. In 2019 had hij nog 30 procent van het bedrijf in handen.

## Gouverneur van Tsjoekotka
Abramovitsj was van 2000 tot 2008 gouverneur van het Russische autonome district Tsjoekotka, waar hij ongeveer 2,5 miljard dollar (waarvan naar schatting 1,3 miljard dollar eigen geld) heeft geïnvesteerd in de economie, bevolking en publieke functies en waar Gazprom neft (het voormalige Sibneft) ook een aantal aardgasvelden exploiteert. Hij bestuurde in het verleden overigens Tsjoekotka meestal niet zelf, maar liet dat aan zijn vertegenwoordiger in de regio over. In 2004 kwamen er vanuit het Kremlin beschuldigingen dat er gefraudeerd zou zijn met de gelden van de regio, waardoor de regio veel meer kostte dan opleverde aan belastingopbrengsten en daardoor eigenlijk failliet was. Bewijs dat Abramovitsj hierbij betrokken was werd echter niet geleverd.
Abramovitsj verklaarde na de verkoop van Sibneft positief te staan tegenover een tweede termijn als gouverneur van Tsjoekotka, als Poetin hem wilde benoemen, alhoewel hij eerder aangaf dit liever niet te willen, 'omdat het te veel geld kost'. In oktober werd hij inderdaad herbenoemd voor een periode van vier jaar. Hiermee behield hij zijn onschendbaarheid in Rusland. Eind 2006 liet zijn woordvoerder echter weten dat Abramovitsj per direct stopte als gouverneur 'omdat zijn taak in Tsjoekotka was volbracht'. Abramovitsj gebruikte Tsjoekotka namelijk als belastingparadijs om geen belastingen over zijn miljardeninkomsten te hoeven betalen. In 2003 werd de federale wet die hiervoor ruimte bood echter veranderd, waarop deze mogelijkheid verdween. Poetin liet hem echter in februari 2007 weten dat hij voor een derde termijn werd benoemd tot gouverneur. Begin juli 2008, bijna twee maanden na het aantreden van de nieuwe president Medvedev, verklaarde hij opnieuw zijn voornemen om af te treden aan het Kremlin, hetgeen ditmaal wel werd ingewilligd. Hij werd opgevolgd door Roman Kopin. In oktober 2008 stelde hij zich echter wel verkiesbaar als afgevaardigde voor het parlement van Tsjoekotka, waarin hij vervolgens met 97 procent van de stemmen werd verkozen.

## Bemiddelaar in de Russisch-Oekraïense oorlog
Ten tijde van de Russische invasie van Oekraïne in 2022 werd Abramovitsj ingezet als vredesonderhandelaar. Vanaf het begin van de invasie in februari 2022 werden door verschillende westerse landen sancties ingesteld tegen vele Russische oligarchen. De Oekraïense president Volodymyr Zelensky had echter bij de Amerikaanse president Joe Biden verzocht om voor Abramovitsj een uitzondering te maken, omdat deze mogelijk als mediator kon dienen tussen de strijdende partijen.

## Sancties
In februari 2022 werd Abramovitsj toegevoegd aan de sanctielijst van de Europese Unie omdat hij "verantwoordelijk is voor het actief ondersteunen en uitvoeren van acties en beleid die de territoriale integriteit, soevereiniteit en onafhankelijkheid van Oekraïne ondermijnen en bedreigen, evenals de stabiliteit en veiligheid in Oekraïne".

## Chelsea
In 2003 kocht Abramovitsj de Engelse voetbalclub Chelsea voor een bedrag van 60 miljoen pond. De eerste grote aankoop die Abramovitsj deed was Damien Duff. Hij kocht deze speler voor 18 miljoen pond (23 miljoen euro), van Blackburn Rovers. Voor beide clubs betekende dit meteen een nieuw clubrecord qua transferbedrag. In 2004, 2005 en 2007 werd de halve finale van de UEFA Champions League bereikt. In 2008 werd de finale bereikt, maar ook deze keer haalde Abramovitsj zijn doelstelling niet. Zijn Chelsea verloor namelijk in Moskou op 21 mei van Manchester United. Op 19 mei 2012 won zijn club de UEFA Champions League ten koste van Bayern München. In 2021 werd Chelsea voor de tweede keer winnaar van dit toernooi door Manchester City te verslaan. In 2022 werd de Wereldbeker gewonnen.
Door de Russische invasie van Oekraïne in 2022 was Abramovitsj persona non grata geworden in het Verenigd Koninkrijk waarop hij besloot Chelsea te verkopen. De Britse overheid bevroor al zijn eigendommen op Britse bodem en de Premier League schorste hem als voorzitter van de club. Begin mei bereikte Abramovitsj een overeenkomst voor overname met het Amerikaanse consortium rond Todd Boehly voor een bedrag van 4,97 miljard euro.

## Erelijst van Abramovitsj bij Chelsea

#### Engeland
- 5x Premier League
- 5x FA Cup
- 3x Football League Cup
- 1x FA Community Shield

#### Europa
- 2x UEFA Champions League
- 2x UEFA Europa League
- 1x FIFA Club World Cup
- 1x UEFA Super Cup

## Privéleven

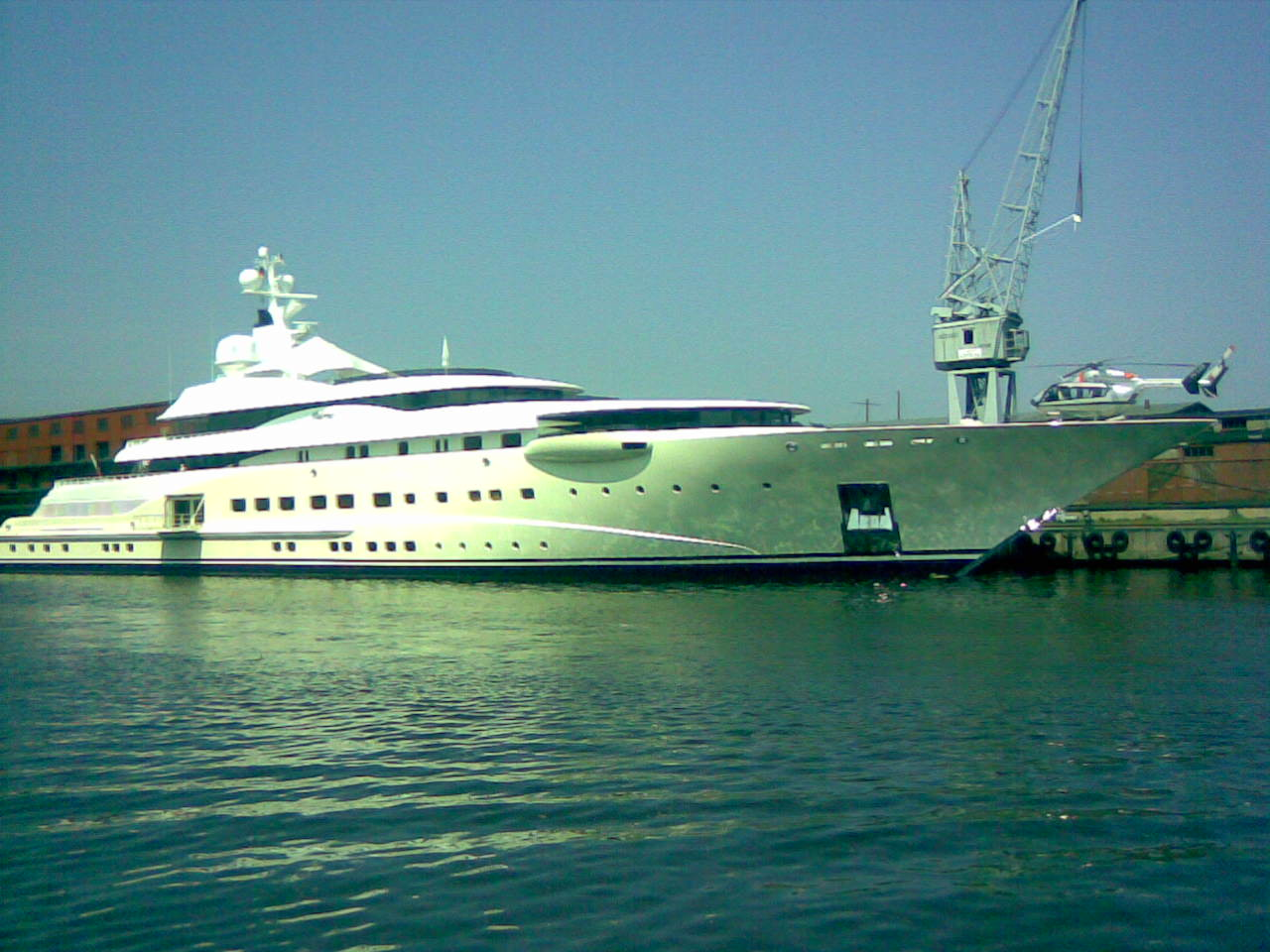
De MV Pelorus, een jacht van Abramovitsj, is een van de grootste jachten ter wereld (2006)

Abramovitsj is tweemaal getrouwd geweest. Zijn tweede huwelijk duurde van 1991 tot 2007, waarna zijn tweede vrouw Irina Malandina omgerekend 300 miljoen dollar kreeg van Abramovitsj. De vijf kinderen uit zijn tweede huwelijk worden door Malandina verzorgd. Volgens de biograaf van Abramovitsj zat president Poetin achter de scheiding, omdat deze Abramovitsj als een soort van ambassadeur van Rusland zou zien en tevens bekend zou staan als een familieman. Abramovitsj, die werd gezien met het 23-jarige voormalige Russische model Daria Zjoekova, zou volgens de biograaf eerst niet achter de scheiding hebben gestaan, maar na een gesprek met Poetin plotseling wel.
Van Abramovitsj is bekend dat hij bezig was om de duurste woning in de Britse geschiedenis te bemachtigen. Zestien appartementen gelegen in de chique Londense wijk Knightsbridge zouden verbouwd worden tot een woning. Na de totale verbouwing zou het acht verdiepingen tellende pand een waarde van ongeveer 150 miljoen pond (destijds zo'n 190 miljoen euro), moeten hebben.
Op 28 mei 2018 werd via Israëlische media bekend dat Abramovitsj de Israëlische nationaliteit had verkregen (hetgeen mogelijk was omdat zijn ouders Joods waren) en dat hij naar Israël emigreerde om in Tel Aviv te gaan wonen. De reden zou zijn dat zijn visum in het Verenigd Koninkrijk niet zou worden verlengd. De Britten beschuldigen de Russen betrokkenheid bij de aanslag op Sergej Skripal. Abramovitsj mag Engeland wel bezoeken, maar hij mag er niet werken.

## Kunstverzameling Roman Abramovitsj
Abramovitsj is tevens een uitzonderlijk kunstverzamelaar. Hij bouwde zijn verzameling in 15 jaar tijd op via anonieme aankopen op veilingen en bij gerenommeerde kunsthandelaars. In 2023 bestond zijn privéverzameling, die geschat wordt op 963 miljoen dollar, uit 360 werken van onder meer Pablo Picasso, Claude Monet, Henri Matisse, David Hockney, Francis Bacon, Gerhard Richter, Amedeo Modigliani, Lucian Freud, Egon Schiele, Anselm Kiefer, Piet Mondriaan, René Magritte, Antony Gormley, Alberto Giacometti, Jackson Pollock, Wassily Kandinsky, Cy Twombly, Jeff Koons, Damien Hirst en vele andere.
De kunstverzameling wordt beheerd door een trust, gevestigd op Cyprus. De eigendomsrechten in deze trust waren gelijkelijk verdeeld tussen Abramovitsj en zijn, inmiddels ex-vrouw, Daria Zjoekova.  Abramovitsj wist zijn immens rijke kunstverzameling tot op heden (2023) via bedachte zakelijke constructies te vrijwaren voor westerse sancties zoals blijkt uit de Oligarch Files ; hiertoe hevelde Abramovitsj op 2 februari 2022 één procent van de eigendomsrechten over naar Daria Zjoekova. Zo werd de collectie net op tijd onttrokken aan de westerse bevriezingen. Waar de collectie zich nu bevindt, is niet met zekerheid te zeggen, vermoedelijk voor een deel in New York. Uit documenten valt te achterhalen dat de collectie voortdurend van standplaats wisselde, zoals in zijn luxueuze villa's, de opslagplaats in Londen, in zijn 162 meter lange jacht  Eclipse en zijn Château de la Croë op de Cap d'Antibes aan de Franse Côte d'Azur. 

## Trivia

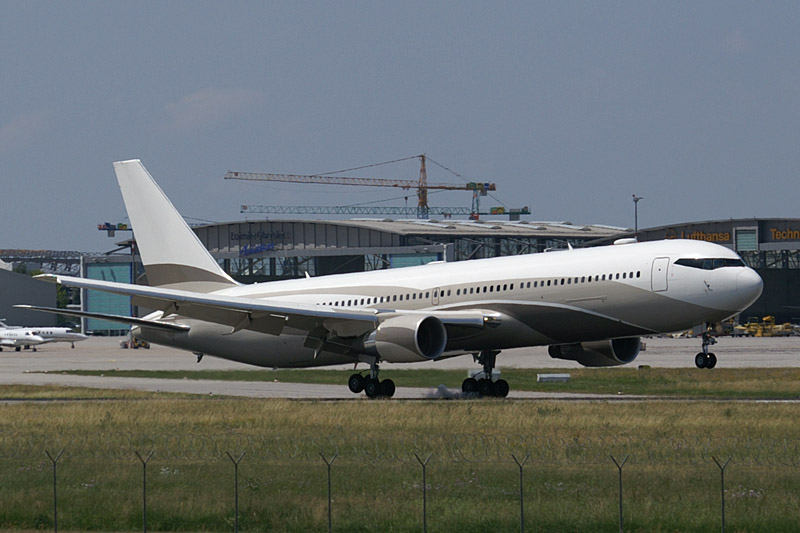
Boeing 767 van Abramovitsj (2006)

- Roman Abramovitsj heeft in 2004 een Boeing 767 aangeschaft, die hij liet ombouwen en nu vanwege de kleurstelling de bandiet wordt genoemd. De totale kosten werden in de westerse media eerst geschat op bijna 1 miljard, door een abusievelijke extra '0' die The Times in zijn persbericht uitgaf en die door veel andere media werd geciteerd. Het Russische Kommersant liet later zien dat de kosten waarschijnlijk eerder tegen de 200 miljoen lopen.[14]
- Abramovitsj heeft vanwege zijn Joodse achtergrond ook een aantal liefdadigheidsprojecten in Jeruzalem (Abramovitsj-wijk) en Tel Aviv geldelijk ondersteund.
- Hij heeft een boek geschreven over Chelsea genaamd Chelsea FC: The Official Biography, waarin hij belooft de club te blijven steunen.
- Op zijn jacht de Eclipse heeft Abramovitsj een "paparazzischild", dat met behulp van lasers de elektronische lichtsensors van digitale camera's detecteert. Wanneer dit apparaat er een of meerdere vindt schiet het  een geconcentreerde lichtstraal af die foto's maken onmogelijk maakt.[15]
- Abramovitsj heeft 1 procent aandelen in het telecombedrijf Truphone.